# Nederlands kampioenschap schaatsen sprint 1974
Het Nederlands kampioenschap sprint 1974 (voor mannen) was de vijfde editie van dit schaatsevenement dat over de sprintvierkamp (2x 500, 2x 1000 meter) werd verreden. Het vond plaats in het weekend van 12 en 13 januari op de onoverdekte ijsbaan van het IJsstadion Drenthe in Assen, tegelijkertijd met de Nederlandse kampioenschappen schaatsen allround 1974 (voor mannen en vrouwen).
Er namen net als in 1972 en 1973 zes deelnemers aan deel. Eppie Bleeker behaalde zijn eerste titel. Drievoudig kampioen Jan Bazen eindigde net als in 1973 als tweede. De derde plaats werd ingenomen door Johnny Olof die voor het eerst op het eindpodium plaatsnam. Deze drie veroverden ook alle afstandmedailles. De enige debutant, André Kraaijeveld, werd vijfde voor de debutant van 1973, Hans Künz. De NK trok over beide dagen 5000 toeschouwers. De titelhouder, Jos Valentijn, was dit seizoen door de KNSB uitgesloten voor deelname aan kampioenschappen vanwege zijn (tijdelijke) aansluiting bij de professionele ISSL.
De sprinters Bazen, Bleeker en Olof werden samen met de allrounder Hans van Helden aangewezen om deel te nemen aan de Wereldkampioenschappen schaatsen sprint 1974 op de onoverdekte ijsbaan in het Olympia Eisstadion in Innsbruck, Oostenrijk. De startplaats van Olof, die wegens een rugblessure voortijdig naar Nederland terugkeerde, werd op het WK ingevuld door Piet de Boer (4e).

## Uitslagen
Afstandmedailles
| Afstand  | 1e            | 2e            | 3e          |
| -------- | ------------- | ------------- | ----------- |
| 1e 500m  | Eppie Bleeker | Jan Bazen     | Johnny Olof |
| 1e 1000m | Eppie Bleeker | Jan Bazen     | Johnny Olof |
| 2e 500m  | Eppie Bleeker | Johnny Olof   | Jan Bazen   |
| 2e 1000m | Jan Bazen     | Eppie Bleeker | Johnny Olof |

Eindklassement
| Rang   | Schaatser         | Punten     | 500m      | 1000m          | 500m      | 1000m       |
| ------ | ----------------- | ---------- | --------- | -------------- | --------- | ----------- |
| Goud   | Eppie Bleeker     | 168.680 BR | 42,11 (1) | 1.25,36 (1) BR | 41,16 (1) | 1.25,46 (2) |
| Zilver | Jan Bazen         | 169.580    | 42,33 (2) | 1.25,99 (2)    | 44,56 (3) | 1.25,39 (1) |
| Brons  | Johnny Olof       | 170.750    | 42,57 (3) | 1.27,32 (3)    | 41,32 (2) | 1.26,40 (3) |
| 4      | Piet de Boer      | 172.070    | 42,85 (4) | 1.28,59 (4)    | 41,72 (5) | 1.26,41 (4) |
| 5      | André Kraaijeveld | 173.310    | 43,15 (5) | 1.29,18 (6)    | 41,69 (4) | 1.27,76 (5) |
| 6      | Hans Künz         | 175.645    | 44,04 (6) | 1.29,09 (5)    | 43,01 (6) | 1.28,10 (6) |

BR = baanrecord